# Córdoba (Quindío)
Córdoba is een gemeente in het Colombiaanse departement Quindío. De gemeente telt 5238 inwoners (2005). De gemeente werd gesticht op 1 november 1912 en genoemd naar José María Córdova, een vrijheidsstrijder in Onafhankelijkheidsoorlog van Colombia. Pas op 5 maart 1967 werd het een officiële gemeente.
Armenia · Buenavista · Calarcá · Circasia · Córdoba · La Tebaida · Montenegro · Filandia · Génova · Pijao · Salento · Quimbaya